# Anna Mouglalis
Anna Mouglalis, née le 26 avril 1978 à Fréjus, est une actrice française.

## Biographie

### Jeunesse et formation
Le père d'Anna Mouglalis est un médecin acupuncteur grec et sa mère, bretonne, est kinésithérapeute.
Née le 26 avril 1978 à Fréjus,, Anna Mouglalis passe son enfance dans le Var puis à Nantes.
Après ses études secondaires au lycée Guist'hau, elle quitte Nantes à l'âge de 15 ans et demi pour s'installer à Paris,. Élève en hypokhâgne au lycée Jules-Ferry, elle passe brièvement par la Fémis, puis entre au Conservatoire national supérieur d'art dramatique (CNSAD), où elle étudie sous la direction de Daniel Mesguich jusqu’en 2001. En parallèle, pour gagner sa vie, elle se lance dans le mannequinat.

### Débuts de comédienne (années 1990)
À partir de 1997, Anna Mouglalis se lance dans une carrière théâtrale, comme assistante du metteur en scène Michel Pascal pour son spectacle La Nuit du Titanic, au Théâtre Rive-Gauche (Paris XIVe) avec Bernard-Pierre Donnadieu, Jean-Pierre Castaldi et Nicolas Giraudi. Sa voix rauque semble poser problème lors des castings, ce qui explique que ses professeurs du Conservatoire lui aient conseillé de subir une opération afin de perdre cette voix grave,.
Elle joue ensuite L'Éveil du printemps, de Frank Wedekind, avec Yves Beaunesne, créé au Quartz de Brest puis tournant en France et en Suisse.
La même année, elle tourne son premier film, le drame Terminale, écrit et réalisé par Francis Girod, où elle joue une lycéenne.
En 2000, elle joue dans trois films : elle tient un petit rôle dans le drame La Captive, de Chantal Akerman, présenté au Festival de Cannes. Elle tient aussi un second rôle, celui d'une infirmière, dans la comédie noire De l'histoire ancienne, d'Orso Miret. Mais le grand public la découvre surtout dans Merci pour le chocolat, un thriller de Claude Chabrol, dans lequel elle incarne, aux côtés de Jacques Dutronc et Isabelle Huppert, une jeune pianiste suspectant son mentor (Dutronc) d'être son père.

### Tête d'affiche de films indépendants (années 2000)

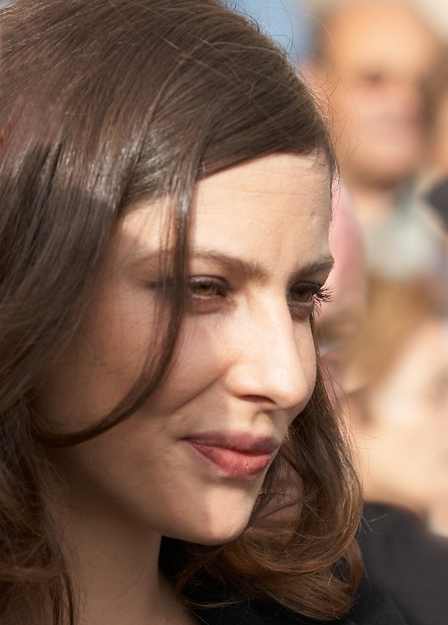
La comédienne à un défilé, en octobre 2007.

En 2001, elle obtient un premier rôle pour la romance Novo, de Jean-Pierre Limosin. Elle a pour partenaires Eduardo Noriega et Paz Vega.
Elle tient le premier rôle féminin du thriller Le Loup de la côte Ouest, face à James Faulkner en 2002. Elle partage également l'affiche de la romance La Vie nouvelle avec l'Américain Zachary Knighton
Le 8 octobre 2002, après l'actrice et chanteuse Vanessa Paradis, Anna Mouglalis est choisie par Karl Lagerfeld pour devenir l'ambassadrice du parfum Allure de Chanel. En 2003, elle apparaît ainsi sur de nombreuses affiches Chanel en France.
Elle interprète en 2003 le rôle principal dans La Maladie de la mort, premier film d'Asa Mader, sélectionné au Festival de Venise. La même année, elle joue aux côtés de Daniel Auteuil dans le drame psychologique Le Prix du désir, écrit et réalisé par Roberto Andò.
La même année, elle défend La Campagne, de Martin Crimp, mise en scène par Louis-Do de Lencquesaing, à la Maison des arts et de la culture de Créteil.
Elle interprète en septembre 2004 le rôle principal dans la pièce Héroïne écrite et mise en scène par Asa Mader, et mise en musique par Emmanuel Deruty, dont la première a eu lieu au château Maniace de Syracuse, en Sicile. La même année, elle est la vedette de la tragédie burlesque En attendant le déluge, écrit et réalisé par Damien Odoul et sélectionné à la "Quinzaine des réalisateurs".
En 2005, elle bénéficie d'une forte exposition médiatique en tenant le premier rôle féminin du thriller Romanzo criminale, réalisé par Michele Placido et inspiré de la Bande de la Magliana.
Elle poursuit en 2006 avec le premier rôle féminin du téléfilm Les Amants du Flore. Elle y incarne Simone de Beauvoir jeune, lors de sa rencontre avec Jean-Paul Sartre (Lorànt Deutsch). La même année, elle partage l'affiche du drame italien Perversion avec Luigi Lo Cascio.
En 2007, elle est la tête d'affiche du drame J'ai toujours rêvé d'être un gangster, première réalisation de son compagnon à la ville, Samuel Benchetrit.
Elle enchaîne ensuite les biopics : en 2009 , elle incarne Coco Chanel dans Coco Chanel & Igor Stravinsky, quatrième long-métrage de Jan Kounen. Puis elle prête ses traits à Juliette Gréco dans l'ambitieux Gainsbourg, vie héroïque, première réalisation de l'auteur de bandes dessinées Joann Sfar.

### Années 2010

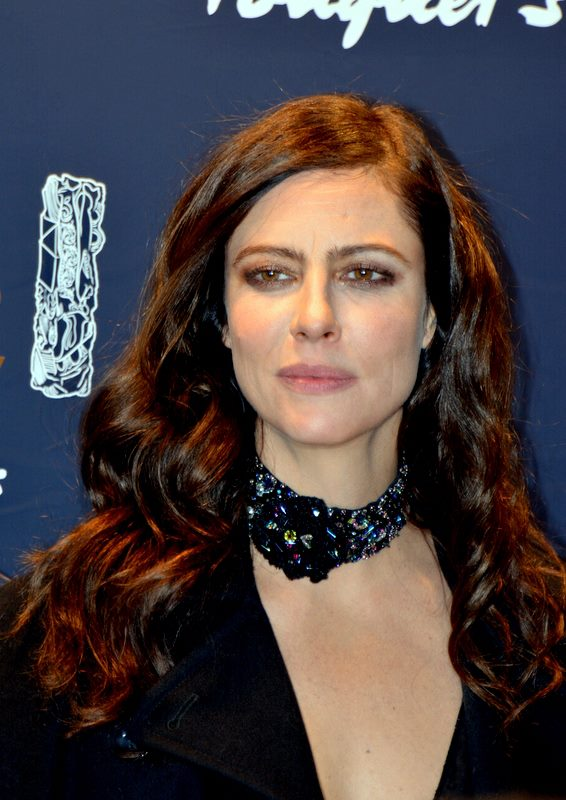
L'actrice à la cérémonie des Césars 2017.

En 2011, Samuel Benchetrit la dirige de nouveau, cette fois dans Chez Gino, avec José Garcia.
Elle retrouve Lagerfeld pour le film de mode The Tale of a Fairy aux côtés d'Amanda Harlech,.
L'année suivante, elle figure au casting international du thriller horrifique Kiss of the Damned, écrit et réalisé par Xan Cassavetes. Elle est aussi, pour la seconde fois de sa carrière, unique tête d'affiche d'un film : le drame Photo, écrit et réalisé par Carlos Saboga.
En 2013, c'est Philippe Garrel qui la met en scène pour le mélodrame La Jalousie, qui l'oppose à Louis Garrel. La même année, elle fait partie du jury du Festival international du film de femmes de Salé,.
Au festival international du film d'Erevan 2014, elle est membre du jury des longs-métrages. Puis elle retourne en Italie pour le premier rôle féminin du drame Leopardi : Il giovane favoloso, de Mario Martone. La même année, elle est à l'affiche du troisième long de Samuel Benchetrit, Un voyage.
En 2015, elle est la vedette de deux films indépendants : Anna, de Charles-Olivier Michaud, puis Pluie d'été, de Cyril de Gasperis.
L'année suivante, elle est au casting du drame Split, de Deborah Kampmeier, mais surtout accepte le premier rôle féminin de la série de Canal+, Baron noir.
En 2017, elle fait partie du jury de la Mostra de Venise 2017 présidée par la comédienne américaine Annette Bening.
Elle revient au cinéma en 2018 pour le premier rôle du drame La Femme la plus assassinée du monde, de Franck Ribière.
À l'automne de la même année, l'actrice reçoit le Coup de cœur de la parole enregistrée pour une fiction de l'académie Charles-Cros pour sa lecture en livre audio de la nouvelle Fénitchka, suivi de Une longue dissipation de Lou Andreas-Salomé à la Bibliothèque des voix,. Puis en décembre, elle apparaît dans le clip de la chanson De l'amour, parmi plus de 70 célébrités mobilisées à l'appel de l'association Urgence Homophobie.
Début 2019, la comédienne se fait dramaturge en participant à la nouvelle édition du festival Paris des Femmes, ayant pour thème « Noces », en compagnie d'Isabelle Carré, Rebecca Zlotowski, Adélaïde Bon, Catherine Cusset, Tania de Montaigne, Anne Berest, Carole Fives et Noëlle Châtelet. Elle signe une courte pièce intitulée Puisqu'il fait jour après la nuit, histoire d'une femme qui reçoit la demande de divorce de son mari par lettre, seule-en-scène qu'elle joue elle-même au Théâtre de la Pépinière à Paris, dans une mise en scène d'Anne Berest. Celle-ci la dirige également dans sa propre pièce, Noces de plomb, aux côtés de Judith Magre et Mathieu Demy. La pièce d'Anna Mouglalis paraît alors en recueil avec l'ensemble des textes dramatiques de cette édition du festival dans la Collection des quatre-vents de L'Avant-scène théâtre.

### Années 2020
En 2022, au Printemps de Bourges, Anna Mouglalis participe à la Fucking Night de Brigitte Fontaine par une lecture de « Lettre à M. le chef de gare de la tour de Carol »[source secondaire souhaitée].
En 2023, elle incarne Sarah Bernhardt[source secondaire souhaitée] au Petit Palais, dans le texte de Juliette Deschamps Sarah Bernhardt Fan Club, aux côtés du comédien Bruno Blairet.
Avec Isild Le Besco et Judith Godrèche, elle porte plainte pour agression sexuelle contre Jacques Doillon en février 2024. Elle l'accuse de l'avoir embrassée de force dans une cage d'escalier en 2011 lors du tournage du film Un enfant de toi.
En 2025, elle forme le groupe de musique Draga avec Lucie Antunes, Théodora Delilez, P.R2B, et Narumi Herisson afin de mettre en lumière Monique Wittig.

### Vie privée

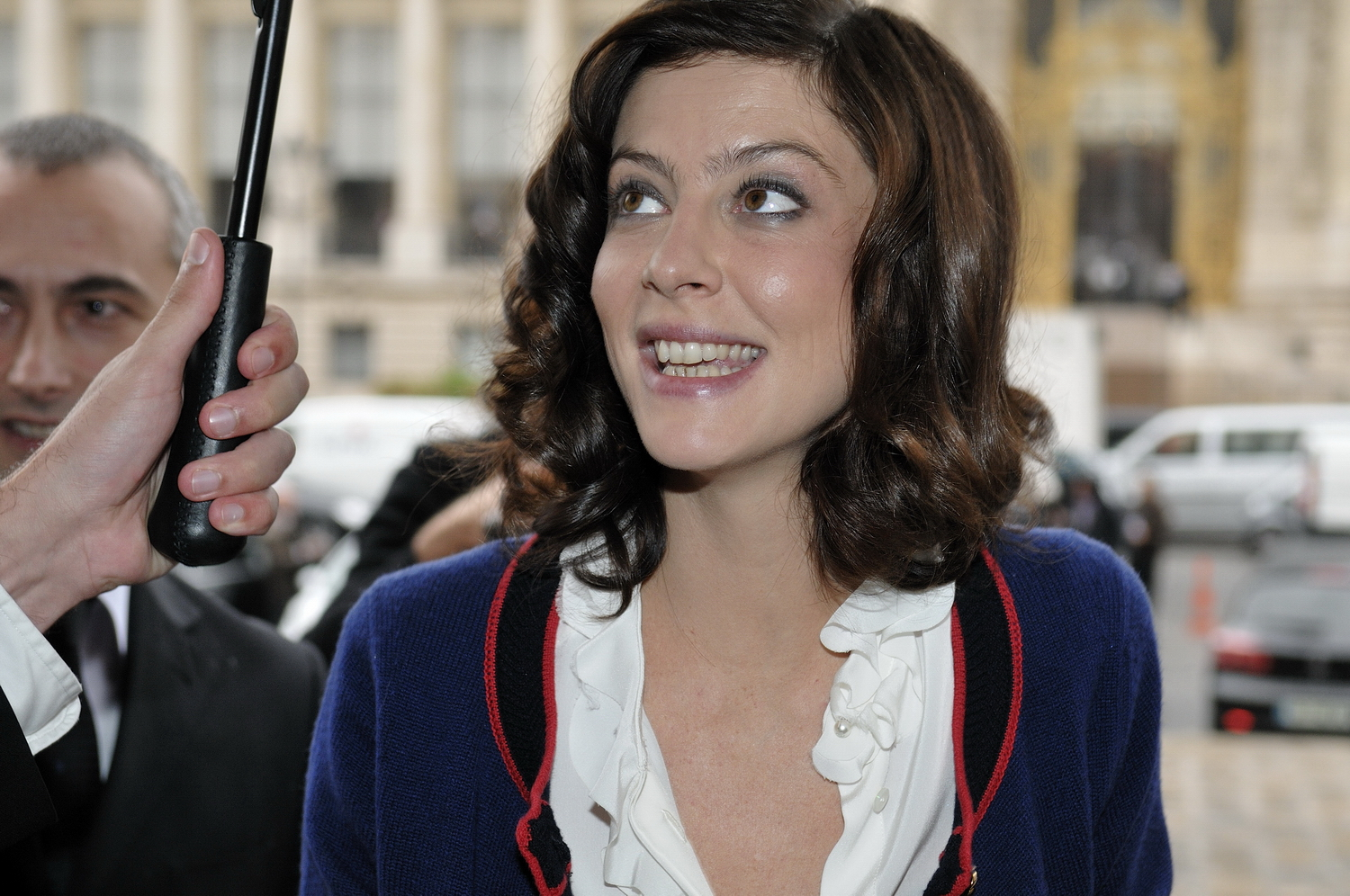
Au défilé Chanel « Printemps-Été 2010 ».

Anna Mouglalis a vécu avec le réalisateur Samuel Benchetrit avec qui elle a eu une fille, Saül, née en 2007. Toutes deux figurent à l'affiche du film de celui-là J'ai toujours rêvé d'être un gangster.
Le 22 mars 2013, elle épouse l'homme d'affaires australien Vincent Raes, ; elle annonce en avril 2014 être en instance de divorce avec celui-ci, son couple n'aurait duré que quatre mois,.
De juin 2015 à 2016, elle est en couple avec Benjamin Biolay.

## Théâtre
- 1997-1998 : L'Éveil du printemps de Frank Wedekind, mise en scène Yves Beaunesne, Théâtre Le Quartz et tournée en France et en Suisse : Isle
- 1999 : Partage de midi de Paul Claudel, mise en scène Volodia Serre, Conservatoire national d'art dramatique, Paris : Ysé
- 2002 : Au monde comme n'y étant pas d'Olivier Py, mise en scène Olivier Py, Manufacture des œillets, Ivry-sur-Seine
- 2003 : La Campagne de Martin Crimp, mise en scène Louis-Do de Lenquesaing, Maison des arts de Créteil : Rebecca
- 2004 : Héroïne d'Ovide, Marguerite Yourcenar et Anna Mouglalis, mise en scène Asa Mader, Festival Ortigia Syracusa
- 2015-2016 : Sérénades d'Arnaud Cathrine, Ninon Brétécher et Anna Mouglalis, mise en scène Ninon Brétécher, Théâtre le Monfort
- 2018 : à l'infini nous rassembler de Jean-François Spricigo, mise en scène de l'auteur, Centquatre-Paris.
- 2019 : Puisqu'il fait jour après la nuit d'Anna Mouglalis et Noces de plomb d'Anne Berest, mise en scène Anne Berest, La Pépinière-Théâtre, dans le cadre de l'édition 2019 du Paris des Femmes, thème « Noces ».
- 2019 : Mademoiselle Julie d'August Strindberg, mise en scène Julie Brochen, Théâtre de l'Atelier.
- 2020 : Festival Oh les beaux jours, Mucem Marseille, lecture du Cahier d'un retour au pays natal d'Aimé Césaire
- 2021 : Intime Festival, chapitre 9 (festival littéraire) - Théâtre de Namur : lecture du livre Les Liaisons dangereuses de Pierre Choderlos de Laclos[28]
- 2025 : Phèdre de Jean Racine, mise en scène Anne-Laure Liégeois, Comédie de Saint-Étienne et tournée

## Filmographie

### Cinéma

#### Longs métrages
- 1998 : Terminale de Francis Girod : Claire
- 2000 : La Captive de Chantal Akerman : Isabelle
- 2000 : Merci pour le chocolat de Claude Chabrol : Jeanne Pollet
- 2001 : De l'histoire ancienne d'Orso Miret : l'infirmière
- 2002 : La Vie nouvelle de Philippe Grandrieux : Mélania
- 2002 : Novo de Jean-Pierre Limosin : Irène
- 2002 : Le Loup de la côte Ouest de Hugo Santiago : mai
- 2003 : Léo, en jouant « Dans la compagnie des hommes » d'Arnaud Desplechin : Ophélie
- 2003 : Le Prix du désir (Sotto falso nome) de Roberto Andò : Mila
- 2004 : La Vie véritable (Αληθινή ζωή) de Pános Koútras : Joy Martinokosta
- 2005 : En attendant le déluge de Damien Odoul : Milena
- 2005 : Romanzo criminale de Michele Placido : Patrizia
- 2006 : Perversion (Mare nero) de Roberta Torre : Veronica
- 2008 : J'ai toujours rêvé d'être un gangster de Samuel Benchetrit : Suzy, la serveuse
- 2009 : Coco Chanel et Igor Stravinsky de Jan Kounen : Coco Chanel
- 2010 : Gainsbourg, vie héroïque de Joann Sfar : Juliette Gréco
- 2010 : Mammuth de Benoît Delépine et Gustave Kervern : L'escamoteuse
- 2011 : Chez Gino de Samuel Benchetrit : Simone Roma
- 2012 : Kiss of the Damned de Xan Cassavetes : Xenia
- 2013 : Photo (Photo) de Carlos Saboga : Elisa
- 2013 : La Jalousie de Philippe Garrel : Claudia
- 2014 : Un voyage de Samuel Benchetrit : Mona
- 2014 : Leopardi : Il giovane favoloso de Mario Martone : Fanny Targioni-Tozzetti[29]
- 2015 : Pluie d'été de Cyril de Gasperis : Agathe
- 2015 : Anna de Charles-Olivier Michaud : Anna
- 2016 : Split de Deborah Kampmeier : Anja
- 2018 : La Femme la plus assassinée du monde de Franck Ribière : Paula
- 2019 : My Little One de Julie Gilbert et Frédéric Choffat : Jade
- 2021 : L'Événement d'Audrey Diwan : Madame Rivière
- 2021 : La Salamandre d'Alexandre Carvalho : Aude
- 2022 : En même temps de Benoit Delépine et Gustave Kervern : Madame Bequet
- 2022 : War - La guerra desiderata (it) de Gianni Zanasi : la dame des fleurs
- 2022 : Le Tigre et le Président de Jean-Marc Peyrefitte : Ariane
- 2023 : La Vénus d'argent d'Héléna Klotz : Elia Müller
- 2024 : La Mer au loin de Saïd Hamich : Noémie
- 2025 : Mickey 17 de Bong Joon-ho : Mama Rampeur (voix)
- 2025 : Dalloway de Yann Gozlan

#### Courts métrages
- 2003 : La Maladie de la mort d'Asa Mader : la femme
- 2011 : L'Angle mort de Florence Benoist : Pierra
- 2013 : Reason de Bruno Ilogti : Clément Belrose
- 2015 : L'Homme de l'île Sandwich de Levon Minassian : la mère de Lio
- 2017 : Bijou Bijou de Sébastien de Fonseca : Anne
- 2017 : 1971, Motorcycle Heart de Stéphanie Varela : Niki de Saint Phalle

#### Réalisatrice
- 2009 : X femmes (collection télévisée) : segment Les Filles [30]

### Télévision

#### Séries télévisées
- 2016-2020 : Baron noir (3 saisons) : Amélie Dorendeu
- 2017 : Aurore de Laëtitia Masson : Lila
- 2024 : Blood River de Pierre Aknine : Catherine

#### Téléfilms
- 2006 : Les Amants du Flore d'Ilan Duran Cohen : Simone de Beauvoir
- 2024 : Je ne me laisserai plus faire de Gustave Kervern : Valérie, la policière

### Publicités

#### Chanel
- 2010 : Bleu de Chanel, réalisé par Martin Scorsese : voix off
- 2011 : The Tale of a Fairy de Karl Lagerfeld
- 2013 : The Return de Karl Lagerfeld
- 2024 : The Button de Dave Free

### Clips
- 2013 : L'Amour naissant de Sébastien Tellier, réalisé par Jean-Baptiste Mondino

## Publications

### Livres audio
- 2014 : Home de Toni Morrison, traduction française de Christine Laferrière, Audiolib, Hachette Livre : Grand Prix du livre audio 2014 et Plume d'Or de La Plume de Paon.
- 2016 : Délivrances de Toni Morrison, traduction française de Christine Laferrière, Audiolib, Hachette Livre : Grand Prix du livre audio 2017 et Plume d'Or de La Plume de Paon.
- 2018 : Fénitchka, suivi de Une longue dissipation de Lou-Andras Salomé, traduction de l'allemand par Nicole Casanova, « La Bibliothèque des voix », des femmes-Antoinette Fouque : Grand Prix du livre audio 2019, catégorie classique, de La Plume de Paon.
- 2019 : Le Gars de Marina Tsvétaïeva, traduit du russe par l'autrice, « La Bibliothèque des voix », des femmes-Antoinette Fouque : Grand Prix du livre audio 2019, catégorie classique, de La Plume de Paon.
- 2019 : Les quatre coins du cœur de Françoise Sagan, Audiolib, Hachette Livre.

### Texte dramatique
- 2019 : « Puisqu'il fait jour après la nuit », in Collectif, Noces : neuf pièces courtes, Paris, Collection des quatre-vents, L'avant-scène théâtre  (ISBN 978-2-7498-1444-5).

## Distinctions

### Prix
- 2006 : Révélation féminine de l'année, Festival du film de Cabourg pour Romanzo criminale
- 2009 : Mention spéciale du jury, Festival international du court-métrage de Venise (Circuito Off) pour Les Filles (réalisation)[30].
- 2013 : Coup de cœur de la parole enregistrée, catégorie fiction, de l'Académie Charles Cros pour le livre audio Home de Toni Morrison
- 2014 : Grand Prix du livre audio 2014 et Plume d'Or de La Plume de Paon pour le livre audio Home de Toni Morrison
- 2015 : Meilleure actrice pour un second rôle, Premio Kinéo, Biennale de Venise 2015 pour Leopardi : Il giovane favoloso [31]
- 2017 : Grand Prix du livre audio 2017 et Plume d'Or de La Plume de Paon pour le livre audio Délivrances de Toni Morrison
- 2018 : Prix d'honneur, 34e Festival du film d'Alexandrie [32]
- 2018 : Coup de cœur de la parole enregistrée, catégorie fiction, de l'Académie Charles Cros pour le livre audio Fénitchka, suivi de Une longue dissipation de Lou-Andreas Salomé, « La Bibliothèque des voix », des femmes-Antoinette Fouque[33]
- 2019 : La Plume de Paon, Grand Prix, catégorie Littérature classique, pour Fénitchka de Lou Andreas-Salomé[34],[35]
- 2020 : La Plume de Paon, Prix du public, catégorie classique, pour le livre audio : Le Gars de Marina Tsvétaïéva